# Jana Orlová
Jana Orlová (ur. 5 października 1986 w Uherskim Hradištiu) – czeska poetka i artystka sztuk wizualnych, performerka.

## Życiorys
Pochodzi z Kunovic. Od 2007 do 2011 roku odbyła studia historyczno-literackie na Uniwersytecie Pardubickim, gdzie uzyskała tytuł licencjata. Od 2011 do 2014 odbyła studia środowiskowe (cz. environmentální studia) na Uniwersytecie Masaryka; w ramach tychże studiów uczyła się w pracowni performance’u u Tomáša Rullera. W latach 2017–2021 odbyła studia doktoranckie na Akademii Sztuk Pięknych w Pradze.
Pisze wiersze, organizuje performanse. Zajmuje się teorią sztuki.

## Nagrody
- Nagroda Literacka im. Vladimíra Vokolka(inne języki)[2] – II nagroda w kategorii B [19-24 lata] (2009)[2]
- Příbram Hanuše Jelínka – I miejsce w kategorii poezja [20-23 lata] (2009)[7]
- “Objev roku 2017” Breakthrough Act Award (2017)[5]
- nagroda Dardanica (2020)[8][5]

- najlepsza autorka zagraniczna (wraz z Aleisą Ribaltą i Alejandrą Mirandą), 27. edycja włoskiego konkursu Ossi Di Seppia (2021)[9]
- najlepsza autorka zagraniczna (wraz z Anną Keiko), 4. edycja włoskiego konkursu Le Occasioni (2021)[10]

## Twórczość
Kwartalnik „Afront” następująco scharakteryzował jej dokonania artystyczne: Charakterystyczną cechą jej twórczości literackiej jest minimalizm formy i surowość języka poetyckiego, w sztuce performance łączy doświadczenie cielesności i symboliczną rolę języka. W 2014 i w 2018 roku jej teksty umieszczono w antologiach Nejlepší české básně (pol. Najlepsze czeskie wiersze), które ukazały się nakładem wydawnictwa Host. Jej poezje przekładano m.in. na język chiński i hindi. Na język polski jej wiersze przekładała Zofia Bałdyga. 

### Tomy poetyckie
- Čichat oheň (2012, wydawnictwo Pavel Mervart[5])[6]
- Újedě (2017, wydawnictwo Větrné Mlýny[5])[6]
- Nie uciekniesz (2021, wydawnictwo Papierwdole)[13], tłum. Zofia Bałdyga[14]